# 易宣化
易宣化（英語：Francis Yi Xuan-hua，1900年11月18日—1974年，聖名：方濟），是天主教中國籍主教。曾任前襄陽教區主教（1951年-1974年）。

## 生平

### 早年生活
易宣化出生於1900年11月18日，清朝湖北省谷城縣紫金鎮沈埡村。他在11歲時進入湖北西北境宗座代牧區小修院；1921年初，進入武昌花園山兩湖總修院學習。但是，次年因身體疾病返回谷城修養，1923年進入谷城茶園溝修院。

### 鐸職
1926年2月14日，在他25歲時晉鐸。晉鐸後，被派往湖北省均縣傳教。不久，出任棗陽縣胡家樓堂區主任司鐸。1931年改任均縣堂區主任司鐸。
次年6月，在北京輔仁大學進行暑期學習，後改任為老河口宗座代牧區總堂附屬化美小學校長。1935年秋，調任襄陽聖母玫瑰堂區主任司鐸。
1936年5月25日，易宣化神父獲任命為蒲襄陽座監牧區宗座監牧。

### 牧職
1949年10月1日，中國共產黨在中國大陸地區建立中華人民共和國，並開始針對天主教進行宗教迫害及打壓，教會已經無法正常功能。
1951年5月10日，時任教宗庇護十二世將襄陽宗座監牧區升格為襄陽教區，並任命易宣化成為首任襄陽教區正權主教。同年5月17日，由蒲圻教區總主教李道南晉牧。

### 與中共合作
易宣化主教與中國共產黨合作，加入由中國政府控制組織中國天主教友愛國會，並出席1957年6月至7月舉行的中國天主教第一次代表會議，易宣化主教當選為友愛國會副秘書長。其後，易主教又相繼擔任湖北省政協委員。
易主教曾多次未經教宗准許非法自選自聖由友愛國會選出的主教。分別在1958年主禮陳原才和1962年主禮孔令忠晉牧。參與襄禮1962年何春明、劉安祉、李德化、林聖恩、高庸和葉蔭雲晉牧。
1976年8月26日，易宣化主教因腦溢血病逝於中國湖北省襄樊，享年74歲。